# Stelis andrei
Stelis andrei är en orkidéart som beskrevs av Carlyle August Luer. Stelis andrei ingår i släktet Stelis och familjen orkidéer. Inga underarter finns listade i Catalogue of Life.